# Tracey Moffatt
Pour les articles homonymes, voir Moffatt.
Tracey Moffatt est une photographe, cinéaste et plasticienne contemporaine australienne, née en novembre 1960 à Brisbane.
Elle s'est notamment fait connaître, à un niveau international, par la présence de ses créations dans des manifestations internationales, telles que le Festival de Cannes ou la Biennale de Venise.

## Biographie
Née en novembre 1960 à Brisbane, Tracey Moffatt est une Aborigène métissée adoptée par une famille blanche. Elle grandit dans une cité ouvrière australienne. En 1982, elle sort diplômée en communication visuelle du Queensland College of Art,.
Elle alterne ensuite la réalisation de films (courts et longs métrages) et de séries photographiques. Son premier court métrage de Moffatt est Nice Coloured Girls, diffusé en 1987. Il s'agit d'une histoire de 16 minutes dans laquelle trois jeunes femmes aborigènes parcourent le quartier des divertissements de King Cross à Sydney. Une série photographique suit en 1989, qui la fait davantage connaître du grand public, Something More, « le récit énigmatique d'une jeune femme qui cherche à tirer davantage de la vie que les circonstances de son éducation rurale violente »,,. Certains éléments de cette série sont caractéristiques de son oeuvre : la tension sous-jacente, le récit non-linéaire et fragmentaire, le mélange de fiction et de réalité, le décor naturel et peint, le personnage principal féminin. 
La même année est diffusé le film, Night Cries : A Rural Tragedy. Il raconte l'histoire d'une femme aborigène s'occupant de sa mère blanche vieillissante, sans dialogues, uniquement des sons et des regards, et est présenté à Cannes dans les courts métrages. Le long-métrage, Bedevil, est présenté quelques années plus tard au Festival de Cannes 1993, dans la section Un certain regard et est consacré aux Aborigènes, leur lien avec la Nature, mais aussi leurs problèmes économiques et sociaux, la criminalité, la double identité, etc.. D'autres films et séries photographiques suivent, dont la série Body Remembers [ Le corps se souvient ]  présenté à la Biennale de Venise 2017.
Son œuvre ne peut être réduit à l'univers aborigène et sa place dans la société australienne. Elle a abordé une variété de thèmes, y compris le surf dans Heaven, et ne porte pas un regard documentaire ou ethnologique. Elle inclut constamment de la fiction ou de la mise en scène, et est « une faiseuse d'ambiances, qui a magnifiquement digéré l'imagerie hollywoodienne et la photographie de studio. ».

## Filmographie (sélection)
- 1982 : Guniwaya Ngigu (documentaire)
- 1987 : Nice Coloured Girls
- 1987 : Watch Out
- 1988 : A Change of Face
- 1989 : Night Cries : A Rural Tragedy
- 1993 : Bedevil
- 1995 : My Island Home (vidéo musicale)
- 1997 : Heaven
- 1999 : Lip
- 2000 : Artist
- 2007 : Doomed
- 2008 : Revolution
- 2009 : Mother
- 2010 : Other
- 2015 : The Art
- 2016 : Vigil
- 2016 : The White Ghosts Sailed In